# Semiothisa modestaria
Semiothisa modestaria är en fjärilsart som beskrevs av Arnold Pagenstecher 1907. Semiothisa modestaria ingår i släktet Semiothisa och familjen mätare. Inga underarter finns listade i Catalogue of Life.